# ناوكي ساكاي (مصمم صناعي)
ناوكي ساكاي (باليابانية: 坂井直樹؛ بالكانا: さかい なおき) هو مصمم صناعي ياباني، ولد في 1947 في كيوتو في اليابان.